# Alfabet àrab
L'alfabet àrab, altrament dit alifat (d'àlif, la seva primera lletra), té característiques semblants a l'alfabet hebreu, i també és un abjad. Això vol dir que les vocals curtes no s'escriuen, sinó que s'han de deduir del context. Aquesta situació es veu alleujada amb el fet que les llengües semítiques posen la major part del significat a les consonants i vocals llargues, que sí que s'escriuen.
L'escriptura àrab és una escriptura lligada i cursiva, més que una successió de caràcters individuals. Això vol dir que la forma de la lletra està influïda pel seu context. Les consonants dobles s'indiquen amb un taixdid o xadda (un símbol semblant a la «w») damunt de la lletra en qüestió.
L'Alcorà està escrit utilitzant l'alfabet àrab. Hi ha moltes llengües que el fan servir, entre les quals hi ha l'urdú, el persa i el turc (fins a la reforma de Kemal Atatürk). Els mossàrabs, que parlaven romanç, també van escriure les seves obres, principalment religioses, amb lletres àrabs; d'aquests texts se'n diu aljamiats.
La cal·ligrafia àrab es considera un art per dret propi. Com que l'islam sunnita prohibeix la representació de figures animades, les mesquites solen estar decorades amb versos de l'Alcorà delicadament escrits. Un exemple és el palau de l'Alhambra de Granada.
El SATTS (Standard Arabic Technical Transliteration System, ‘Sistema de transliteració tècnica de l'àrab estàndard’) és un estàndard que utilitza l'exèrcit dels EUA per transcriure l'alfabet àrab amb els signes de l'alfabet llatí.

## Història
L'alfabet àrab va sorgir cap al segle iv d'una evolució de l'alfabet nabateu, que prové de la variant siríaca de l'alfabet arameu, i aquesta variant deriva de l'alfabet fenici. El text més antic conegut de l'alfabet àrab és una inscripció de finals del segle IV trobada a la muntanya de Jabal Ramm (a 50 km a l'est d'Àqaba, Jordània), però el primer que l'utilitza plenament és un document trilingüe (grec, siríac i àrab) de l'any 512 trobat a Zebed (Síria). D'abans de l'arribada de l'islam es conserven pocs textos en alfabet àrab; només es conserven cinc inscripcions de les quals no hi ha cap dubte (tot i que algun altre text podria ser preislàmic). Al segle vii es van afegir punts al damunt i a sota de les lletres per diferenciar-les, la llengua aramea tenia menys fonemes que l'àrab i les 15 lletres aramees havien de servir per als 28 sons de l'àrab, amb les consegüents ambigüitats. El document més antic conservat que utilitza aquests punts és també el papir àrab més antic, denominat PERF 558, i datat a l'abril del 643. Però aquest sistema per diferenciar els sons no va ser obligatori fins molt més tard. A la segona meitat del segle vii es va introduir la hamza, precedint la invenció de l'alfabet siríac i la vocalització tiberienca de l'hebreu. Cap al segle viii es va alterar l'ordre de les lletres, que van ajuntar-se per afinitat de forma. També es van afegir signes vocàlics i diacrítics per facilitar la lectura i eliminar parcialment les ambigüitats, inicialment utilitzant un sistema de punts vermells. Segons algunes fonts la seva utilització es va expandir a instàncies del governador omeia de l'Iraq, al-Hajjaj ibn Yússuf. Un punt damunt de la consonant volia dir una a; un punt sota la consonant una i, un punt damunt de la línia una u i punts dobles volien dir la nunació. Tanmateix, aquest sistema també provocava certa confusió amb els punts de les lletres i uns 100 anys més tard s'adoptaria l'actual sistema de diacrítics (fatha ([a]), kasra ([i]), damma ([u]), sukun (absència de vocal), tanwín per a la nunació o xadda per a la geminació).
Quan l'alfabet àrab es va expandir per països que tenien altres llengües amb sons no presents a l'àrab es van inventar noves lletres per representar aquests sons. Una de les alteracions més habituals va ser la utilització de tres punts a sobre o a sota. Per exemple پ per al so [p] i چ per al so [tʃ] presents a l'urdú, persa i kurd o گ per a representar el so [ɡ] del persa i el kurd.

## Lletres

### Alfabet bàsic
| Aïllada | Final ¹ | Medial ² | Inicial | Nom          | Valor fonètic (AFI) | Més informació |
| ا       | ـا      | ـاـ      | اـ      | ألف ['ʔalif] | 3                   | Àlif           |
| ب       | ـب      | ـبـ      | بـ      | باء ['baːʔ]  | [b]                 | Ba             |
| 4 ت     | ـت      | ـتـ      | تـ      | تاء ['taːʔ]  | [t]                 | Ta             |
| ث       | ـث      | ـثـ      | ثـ      | ثاء [θaːʔ]   | [θ]                 | Tha            |
| ج       | ـج      | ـجـ      | جـ      | جيم ['d͡ʒiːm] | [d͡ʒ]                | Jim            |
| ح       | ـح      | ـحـ      | حـ      | حاء ['ħaːʔ]  | [ħ]                 | Ḥa             |
| خ       | ـخ      | ـخـ      | خـ      | خاء ['xaːʔ]  | [x]                 | Kha            |
| د       | ـد      | ـدـ      | دـ      | دال ['daːl]  | [d]                 | Dal            |
| ذ       | ـذ      | ـذـ      | ذـ      | ذال [ðaːl]   | [ð]                 | Dhal           |
| ر       | ـر      | ـرـ      | رـ      | راء [raːʔ]   | [r]                 | Ra             |
| ز       | ـز      | ـزـ      | زـ      | زاي ['zaːj]  | [z]                 | Zay            |
| س       | ـس      | ـسـ      | سـ      | سين ['siːn]  | [s]                 | Sin            |
| ش       | ـش      | ـشـ      | شـ      | شين ['ʃiːn]  | [ʃ]                 | Xin            |
| ص       | ـص      | ـصـ      | صـ      | صاد ['sˁaːd] | [sˁ]                | Ṣad            |
| ض       | ـض      | ـضـ      | ضـ      | ضاد ['dˁaːd] | [dˁ]                | Ḍad            |
| ط       | ـط      | ـطـ      | طـ      | طاء ['tˁaːʔ] | [tˁ]                | Ṭa             |
| ظ       | ـظ      | ـظـ      | ظـ      | ظاء ['ðˁaːʔ] | [ðˁ]                | Ẓa             |
| ع       | ـع      | ـعـ      | عـ      | عين ['ʕajn]  | [ʕ]                 | Ayn            |
| غ       | ـغ      | ـغـ      | غـ      | غين ['ɣajn]  | [ɣ]                 | Ghayn          |
| ف       | ـف      | ـفـ      | فـ      | فاء ['faːʔ]  | [f]                 | Fa             |
| ق       | ـق      | ـقـ      | قـ      | قاف ['qaːf]  | [q]                 | Qaf            |
| ك       | ـك      | ـكـ      | كـ      | كاف ['kaːf]  | [k]                 | Kaf            |
| ل       | ـل      | ـلـ      | لـ      | لام ['laːm]  | [l]                 | Lam            |
| م       | ـم      | ـمـ      | مـ      | ميم ['miːm]  | [m]                 | Mim            |
| ن       | ـن      | ـنـ      | نـ      | نون ['nuːn]  | [n]                 | Nun            |
| ه       | ـه      | ـهـ      | هـ      | هاء ['haːʔ]  | [h]                 | Ha             |
| و       | ـو      | ـوـ      | وـ      | واو ['waːw]  | [w], [uː]           | Waw            |
| ي       | ـي      | ـيـ      | يـ      | ياء ['jaːʔ]  | [j], [iː]           | Ya             |

¹: Les lletres àrabs canvien de forma en contacte amb altres lletres. En les columnes «Inicial», «Medial» i «Final» es mostren aquests canvis depenent si la lletra va precedida i/o seguida d'una altra lletra (en la mateixa paraula). També s'hi mostren els traços ascendents i descendents respecte a la línia base d'escriptura.
²: Les lletres mostrades en vermell a les formes inicial i medial no s'uneixen a la lletra següent, per tant la lletra següent anirà en la seva forma inicial, encara que sigui enmig de la paraula.
3: Vegeu «Lletres especials».
4: Vegeu «Lletres solars i lunars».

### Lletres especials
| Formes condicionals | Formes condicionals | Formes condicionals | Formes condicionals | Nom          | Valor fonètic (AFI) |
| Aïllada             | Final               | Medial              | Inicial             | Nom          | Valor fonètic (AFI) |
| ------------------- | ------------------- | ------------------- | ------------------- | ------------ | ------------------- |
| ﺁ                   | ـآ                  | ـآ                  | آ                   | àlif madda   | [ʔaː]               |
| ﺓ                   | ـة                  |                     |                     | ta marbuta   | [a], [at]           |
| ﻯ                   | ـى                  |                     |                     | àlif maqsura | [aː]                |

Les següents són lletres que no solen ser incloses en l'alfabet bàsic, o que tenen funcions addicionals, a més del seu valor consonàntic:
- L'àlif. Per ell mateix no té valor fonètic. Té altres funcions, com ara:
  - Fer de suport al diacrític que indica vocalització en paraules que comencin per «vocal».
  - Fer de suport a la hamza.
    - La hamza (hamza al-qat o ‘hamza de separació’) (ء). Representa una parada glotal [ʔ] amb un valor consonàntic. Originalment aquesta funció la feia l'àlif. No s'uneix a les lletres anteriors ni posteriors (és a dir, sempre es troba en la seva forma «aïllada»). Pot escriure's sobre la línia base d'escriptura, o sobre una lletra que li faci de suport (àlif: أ, waw: ؤ o ya ئ). En el cas de la ya aquesta perd els dos punts, però cal no confondre-la amb l'àlif maqsura. En el cas de l'àlif també pot anar a sota: إ.
    - La hamza al-wasla (‘hamza d'unió’) només apareix a principi de paraula i sobre àlif: ﭐ; indica l'elisió de l'àlif (és a dir, que esdevé muda i no es pronuncia).

  - Indicar un allargament del diacrític fatha.
- L'àlif maqsura (ى). Té la forma d'una ya sense els dos punts, però realment és un àlif. Només va al final de la paraula.
- La ta marbuta (ة). Va sempre (unida o aïllada) a final de paraula. S'escriu com una ha amb dos punts a sobre (els de la ta). Normalment s'usa per a indicar la terminació del femení. Quan es vocalitza es pronuncia com la ta i quan no es vocalitza (cosa que sol passar amb les consonants que tanquen una frase) es pronuncia com la ha.

### Lligadures

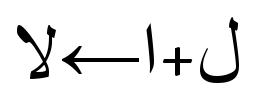
Les lletres lam (dreta) i àlif (esquerra), en aquest ordre, originem una lligadura lingüística.

El lam-àlif (ﻻ) no és una lletra, és la forma que adopten la lam i l'àlif quan van units en aquest ordre. Hi ha altres parelles de lletres que formen «dígrafs» o lligadures en ajuntar-se, però ﻻ és l'únic obligatori. Les altres lligadures són sempre opcionals i tenen una funció estètica.
- (aïllada) lam + àlif (lā [laː]):

ﻻ
- (final o medial) lam + àlif (lā [laː]):

ـﻼ
A la taula següent es mostren alguns exemples de lligadures:
| Lligadura (forma aïllada) | Lletres            |
| ------------------------- | ------------------ |
| ﰈ                         | [m] م + [b] ب      |
| ﰉ                         | [aː] ﻯ + [b] ب     |
| ﰎ                         | [m] م + [t] ﺕ      |
| ﱁ                         | [x] ﺥ + [l] ﻝ      |
| ﰲ                         | [j] ﻱ + [f] ﻑ      |
| ﷲ                         | (Déu) [Allāh] الله |

### Geminació

La xadda.

La geminació consisteix a l'allargament d'un so amb dos moments successius de tensió separats per una distensió intermèdia. En àrab es fa servir un signe diacrític especial per a marcar la presència d'una geminació, aquest signe, denominat xadda, és similar a la lletra grega ω i es posa sobre la consonant afectada per la geminació. Per exemple هِرّة ([hirra], ‘gat’).

### Vocals
En l'escriptura àrab només s'escriuen les vocals llargues, el lector ha d'estar familiaritzat amb la llengua per entendre les vocals omeses. Tanmateix, a les edicions de l'Alcorà i a texts didàctics (per a nens i persones que aprenen a llegir) s'utilitzen una sèrie de diacrítics per marcar les diferents vocals curtes i l'absència de vocal.

#### Vocals curtes
Per a indicar l'«obertura» de les lletres en ser pronunciades, hom hi posa una sèrie de signes diacrítics:
- La fatha (بَ, a l'exemple es mostra sobre la ba) indica una vocalització oberta [a]/[æ].
- La kasra (بِ) és l'única que va sota la lletra en qüestió, i indica una vocalització més aviat tancada i frontal [i]/[e].
- La damma (بُ) indica una vocalització més aviat tancada i posterior [u]/[o].
- El sukun (بْ) indica que la consonant s'emet sense cap so vocàlic.
- Els tanwín de fatha (بً), kasra (بٍ) o damma (بٌ). Són els mateixos diacrítics duplicats. Indiquen indeterminació en un substantiu i només van a final de paraula. En ser pronunciats, a la vocalització corresponent se l'hi afegeix el so [n].

#### Vocals llargues
Quan es vol indicar una vocalització llarga, hom usa les següents consonants (en aquest cas que deixen de ser emprades com a tals):
- Per a allargar la fatha s'hi afegeix un àlif: (با) [baː].
- Per a allargar la kasra, una ya: (بي) [biː].
- Per a allargar la damma, una waw: (بو) [buː].

### Lletres «solars» i «lunars»
A la meitat de les 28 lletres de l'alfabet bàsic (marcades amb groc en la taula superior), hom les ha batejat com a «solars» i a l'altra meitat com a «lunars». Aquesta distinció no respon a cap raó astronòmica o astrològica, sinó a les paraules que es fan servir com a model de comportament.
Les lletres solars, reben el seu nom perquè la paraula-exemple d'aquest grup és شمس (‘sol’). Quan es determina amb l'article (ال), la primera consonant de la paraula, ش, en entrar en contacte amb la ل de ال, l'assimila. Llavors, en comptes d'[al'ʃams] hom pronuncia [a'ʃːams]. Per marcar aquesta geminació de la ش, aquesta agafa una ّ (vegeu més amunt, a «Vocalització», apartat de la xadda). Així, شمس [ʃams] {\displaystyle \Rightarrow } الشّمس [al'ʃams].
Les lletres lunars són les que no tenen aquest comportament: no hi ha assimilació de la ل (es pronuncia) i, per tant, tampoc no hi ha geminació. En aquest cas la paraula-exemple és قمر (‘lluna’). Així, قمر ['qamar] {\displaystyle \Rightarrow } القمر [al'qamar]

## Numerals àrabs
Hi ha dos tipus de numerals a l'escriptura àrab; numerals àrabs estàndard i numerals orientals àrabs utilitzats a l'escriptura àrab de l'Iran, el Pakistan i l'Índia. Els numerals, al contrari que les lletres, s'escriuen i llegeixen d'esquerra a dreta.
| numerals estàndards |   |
| ٠                   | 0 |
| ١                   | 1 |
| ٢                   | 2 |
| ٣                   | 3 |
| ٤                   | 4 |
| ٥                   | 5 |
| ٦                   | 6 |
| ٧                   | 7 |
| ٨                   | 8 |
| ٩                   | 9 |

| numerals araboorientals |   |
| ۰                       | 0 |
| ۱                       | 1 |
| ۲                       | 2 |
| ۳                       | 3 |
| ۴                       | 4 |
| ۵                       | 5 |
| ۶                       | 6 |
| ۷                       | 7 |
| ۸                       | 8 |
| ۹                       | 9 |

## Llengües escrites amb l'alfabet àrab
L'alfabet àrab ha estat adoptat per una sèrie d'altres llengües com a sistema d'escriptura, entre d'altres el persa, el kurd, el malai o l'urdú que no són semítiques. Aquesta adaptació ha comportat l'alteració d'alguns caràcters i la introducció d'altres de nous per tal de representar fonemes que no són presents a la fonologia aràbiga. Per exemple, l'àrab no té el so oclusiu bilabial sord (la [p]), per això les llengües que el tenen van haver d'afegir la representació d'aquest so, que difereix en funció de la llengua. Les modificacions tendeixen a agrupar-se: les llengües de l'Índia i les turqueses escrites amb l'alfabet àrab tendeixen a utilitzar l'alfabet persa mentre que les llengües d'Indonèsia tendeixen a seguir l'alfabet jawi.
En el cas del kurd, el caixmiri i l'uigur, a més de l'adopció de representacions de sons propis, és obligatòria l'escriptura de totes les vocals, l'abjad esdevé un abugida.
La utilització de l'escriptura aràbiga a les llengües de l'Àfrica Occidental, en especial a les del Sahel africà, es va desenvolupar amb la penetració de l'islam. Però també s'han introduït diferents diacrítics per representar els sons absents en l'àrab. Fins a un cert punt es tendeix a utilitzar l'estil del Magrib, com per exemple la posició dels punts a la lletra que representa el so [p].

### Llengües que fan servir l'alfabet àrab
Avui dia Pakistan, Iran, l'Afganistan, l'Índia i la Xina són els estats més importants on es fa servir l'alfabet àrab per escriure una o més llengües oficials: persa, dari, panjabi, paixtu, urdú, caixmiri, sindhi i uigur.

#### Orient Pròxim i Àsia central
- Kurd, al nord de l'Iraq, al nord-oest de l'Iran i al nord-est de Síria (a Turquia es fa servir l'alfabet llatí)
- Persa, àzeri, kurd i balutxi, a l'Iran
- Dari, paixtu i uzbek, a l'Afganistan
- Tadjik, que és la forma de la llengua persa oficial a Tadjikistan, habitualment utilitza l'alfabet ciríl·lic, però hi ha un cert ús de l'alfabet persa
- Uigur, que va adoptar l'alfabet llatí el 1969 però el 1983 va retornar a l'àrab, tot i que simplificat i totalment vocalitzat
- Kazakh (Kazakhstan) i kirguís (Kirguizstan), habitualment utilitzen l'alfabet ciríl·lic però a la Xina (Xinjiang) i d'altres països s'utilitza l'àrab
- Garxuni, utilitzat per algunes comunitats cristianes siríaques

#### Àsia del sud i de l'est
- Urdú i altres llengües regionals com el panjabi, el sindhi, el caixmiri i el balutxi, al Pakistan.
- Urdú, caixmiri (aquest darrer també utilitza l'alfabet sharada), el malaiàlam, a l'Índia
- Arwi, un dialecte del tàmil, utilitza l'alfabet àrab per a propòsits religiosos a Tamil Nadu (Índia) i Sri Lanka
- Divehi, a les Maldives, en una versió derivada anomenada alfabet taana
- Malai, escrit amb l'alfabet jawi àrab, cooficial al sultanat de Brunei; emprat amb propòsits religiosos a Malàisia, Indonèsia, sud de Tailàndia, Singapur i algunes àrees de les Filipines

#### Àfrica
- Beja, al nord-est del Sudan
- Comorès, a les illes Comores, on també es fa servir l'alfabet llatí (cap n'és oficial)
- Haussa, en algunes zones es fa servir l'alfabet àrab, però pot variar el valor de les lletres
- Wòlof
- Ful
- Mandinga, l'alfabet àrab encara té un cert ús tradicional, però l'oficial és el llatí
- Amazic, encara utilitza l'alfabet àrab, però avui dia el tifinag l'està substituint

### Llengües que havien utilitzat l'alfabet àrab
Els parlants de llengües no escrites van adoptar l'alfabet àrab per proximitat o per la influència de la religió islàmica. A més durant moltes èpoques l'única educació possible era la religiosa, i això va portar els musulmans a utilitzar l'alfabet àrab per escriure qualsevol llengua, amb el resultat que durant l'edat mitjana aquest alfabet era el més àmpliament utilitzat.
Al segle xx l'alfabet llatí va reemplaçar l'àrab als Balcans, a parts de l'Àfrica subsahariana i a l'Àsia Sud-oriental, mentre a la Unió Soviètica, després d'un petit període de llatinització, es va imposar la utilització de l'alfabet ciríl·lic. A Turquia, la revolució d'Atatürk va imposar l'alfabet llatí el 1928. Després del col·lapse de l'URSS del 1991 moltes repúbliques amb llengües turqueses han tendit a seguir l'alfabet llatinitzat turc. Tanmateix, hi ha casos com el del Tadjikistan, amb una llengua propera al persa, on s'ha renovat la utilització de l'alfabet persa.
La majoria de les llengües iràniques continuen utilitzant l'alfabet aràbic, el mateix passa amb les Llengües indoàries del Pakistan i les poblacions musulmanes de l'Índia, però el bengalí de Bangladesh (un país musulmà) s'escriu amb l'alfabet bengalí.

#### Africa
- Amazic, en particular al Marroc, on és oficial l'alfabet tifinag
- Harari d'Etiòpia, avui utilitza l'alfabet amhàric i el llatí
- Hausa, ful, mandinga i wòlof, utilitzen l'alfabet llatí per a l'educació i la literatura
- Malgaix, utilitza l'alfabet llatí des del 1823
- Nubià
- Suahili, utilitza l'alfabet llatí des del segle xix
- Somali, utilitza l'alfabet llatí des del 1972
- Songhai
- Ioruba

#### Europa
- Albanès
- Bosnià
- Tàtar
- Belarús
- Mossàrab, castellà, portuguès

#### Àsia
- Turc
- Àzeri, a l'Azerbaidjan, avui escrit amb els alfabets ciríl·lic i llatí
- Baixkir, txetxè, kazakh, kirguís, tàtar, turcman
- Uzbek
- Malai
- Kurd